# Phryganomelus olivascens
Phryganomelus olivascens är en insektsart som först beskrevs av Sjöstedt 1923.  Phryganomelus olivascens ingår i släktet Phryganomelus och familjen gräshoppor. Inga underarter finns listade i Catalogue of Life.